# Hannelore Zober
Hannelore Zober (n. 6 noiembrie 1946, Leipzig, Zona de ocupație sovietică) este o handbalistă ce a reprezentat Germania, medaliată olimpică. A participat la 2 ediții ale Jocurilor Olimpice (1976, 1980) în care a câștigat o medalie de argint și o medalie de bronz.